# Sklaverei im Römischen Reich

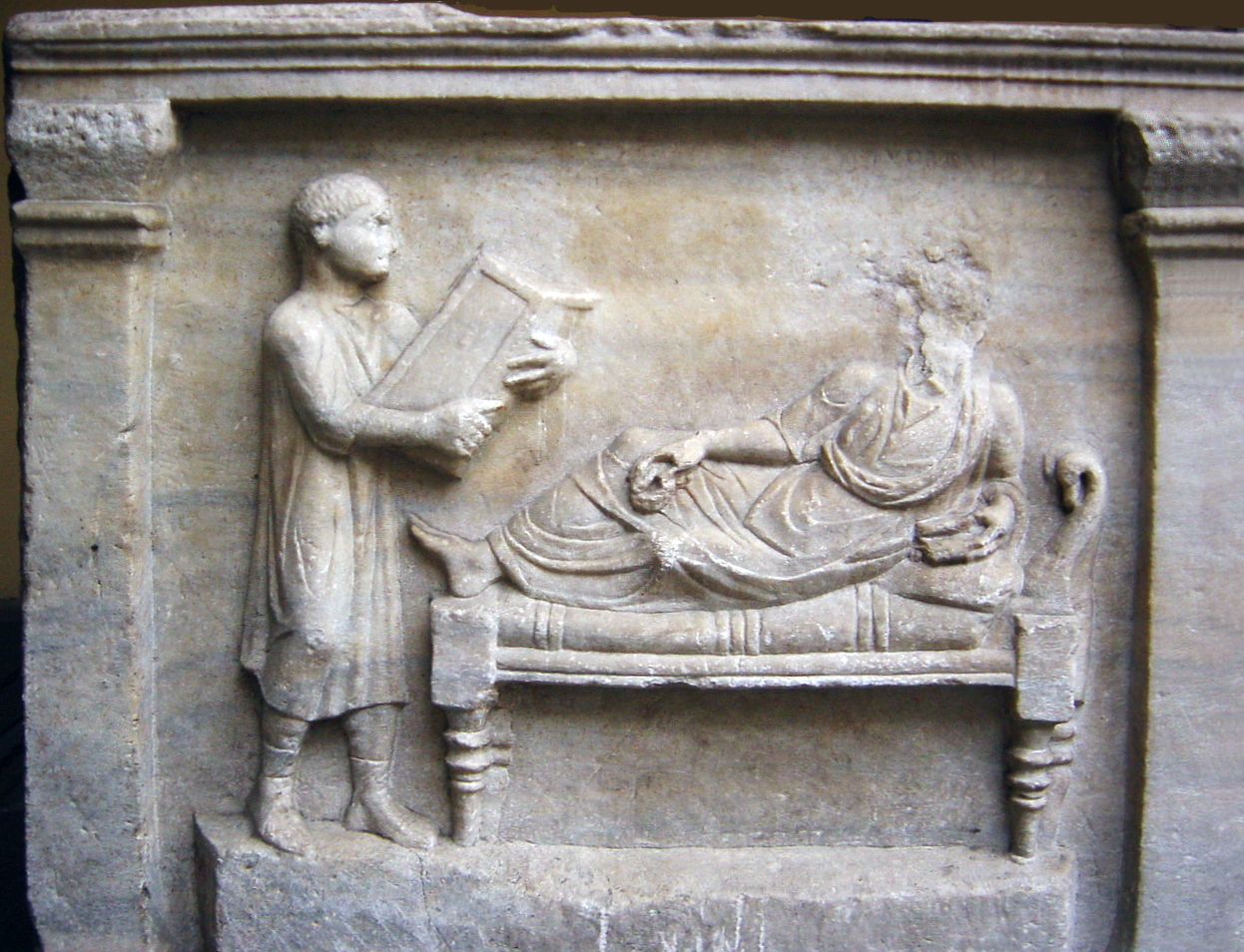
Relief auf einem Sarkophag des frühen 4. Jahrhunderts, Archäologisches Museum, Mailand: Ein Sklave bringt seinem Herrn eine Tafel zum Schreiben.

Die Sklaverei im Römischen Reich bestand zunächst vor allem aus Schuldsklaverei, während die Versklavung von Kriegsgefangenen anfangs nur eine geringe Rolle spielte. Die Schuldsklaverei wurde im 2. Jahrhundert v. Chr. verboten, offiziell auf Druck der Bevölkerung. Tatsächlich kamen zu jener Zeit wegen der Eroberungsfeldzüge der Römer immer mehr Kriegsgefangene als Sklaven nach Rom. Dadurch wurde die Schuldsklaverei zunehmend überflüssig.
Willkür und Grausamkeit v. a. im Umgang mit den meist kriegsgefangen Feldsklaven auf den Latifundien und den für die römische Wirtschaft wichtigen Bergbausklaven oder in den Steinbrüchen führten mehrfach zu Sklavenaufständen, von denen der Spartakus-Aufstand bis in die Neuzeit der bekannteste wurde. Nach Beginn des Aufstandes 73. v. Chr. erhielt der Gladiator Spartakus auch aus den Reihen der verarmten, landlosen Freien erheblichen Zulauf. Nach der Zweiten Schlacht am Silarus im 71. v. Chr., bei der auch Spartakus fiel, wurden sämtliche ca. 6000 Sklaven des Spartacus-Aufstandes als Kriegsgefangene entlang der Via Appia gekreuzigt.

## Anzahl
Wie viele Sklaven im Römischen Reich lebten, lässt sich anhand der überlieferten Quellen nur schwer schätzen. Man nimmt an, dass die Zahl vor allem in Phasen kriegerischer Expansion recht hoch war: So berichten die Quellen, dass in den anderthalb Jahrhunderten vor der Schlacht von Pydna 168 v. Chr., in denen Rom Karthago bezwang und Griechenland eroberte, etwa 700.000 Menschen versklavt worden sein sollen.
In der Kaiserzeit schätzt man den Anteil der Unfreien auf rund ein Viertel der Bevölkerung Italiens. Für die frühe Kaiserzeit berichten Plinius der Ältere und Tacitus von einzelnen Haushalten, in denen Sklaven in drei- und sogar vierstelliger Zahl gehalten wurden. Der österreichische Althistoriker Walter Scheidel schätzt, dass im römischen Italien eine bis anderthalb Millionen Sklaven lebten, was einem Bevölkerungsanteil von 15 bis 25 Prozent entspräche.

## Wege der Versklavung

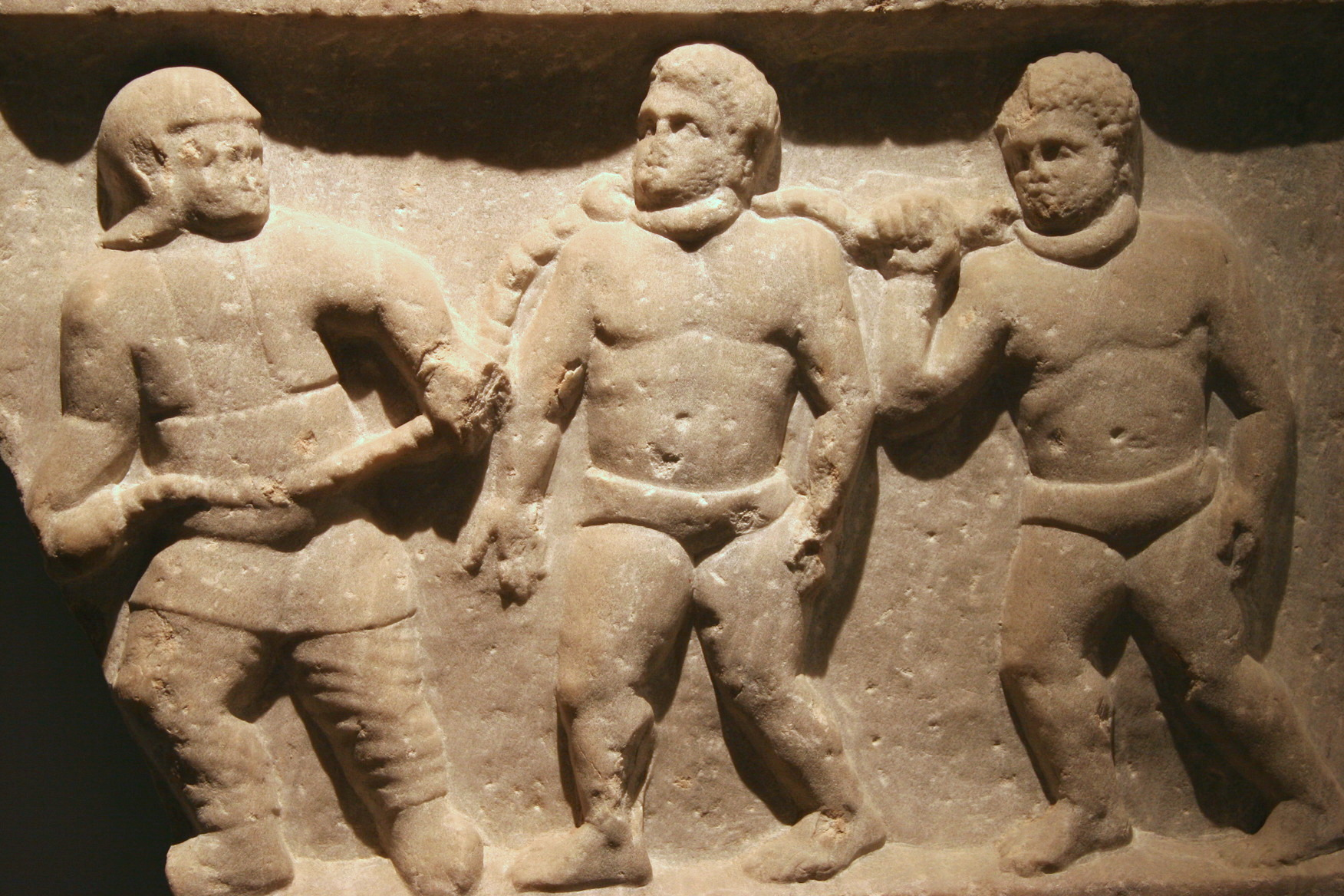
Relief aus Smyrna (heute Izmir, Türkei): Römischer Soldat führt Kriegsgefangene in Ketten

Es gab verschiedene Wege der Versklavung.
- Bei der Schuldsklaverei mussten Schuldner ihren Körper, ihre Arbeitskraft und ihre Freiheit verkaufen, um ihre Schulden zu begleichen. Diese Form der Sklaverei wurde im 2. Jahrhundert v. Chr. verboten.
- Im Zusammenhang mit den zahlreichen römischen Eroberungskriegen wurden Kriegsgefangene als Sklaven verkauft. Das war die Herkunft der meisten römischen Sklaven.
- Räuber oder Piraten entführten Reisende und Händler und verkauften sie auf Sklavenmärkten.
- Auch als Strafe für bestimmte Verbrechen wurde Versklavung eingesetzt.
- Kinder von Sklaven bekamen automatisch den Status ihrer Eltern. Diese geborenen Sklaven nannte man vernae.[2]

## Die Sklavenausbildung
Als pater familias oblag es dem Hausherrn, auch für die unfreien Mitglieder seiner familia zu sorgen, die als Familienmitglieder angesehen wurden. Wenn dies im Sinne der Sklavenfürsorge geschah, wurde den Sklaven meist eine Ausbildung ermöglicht. So wurden im eigenen Haus geborene vernae, gekaufte novicii und aufgenommene expositi mit den freien Kindern des Hauses in eine Elementarschule geschickt, in der sie Lesen, Rechnen und Schreiben lernen konnten. Einige größere Hausstände besaßen sogar einen richtigen Ausbildungsapparat mit eigenen Pädagogen und Ammen, die sich um die Grundausbildung der Kinder kümmerten. Nach der Elementarausbildung erlernten die meisten Sklaven ein Handwerk, wenn sie nicht dafür vorgesehen waren, ihrem Herrn zu assistieren. Manche Sklaven hatten auch die Möglichkeit auf dem Grundbaustein der Bildung, den der Herr gelegt hatte, aufzubauen und sich autodidaktisch weiterzubilden, sodass sie nach ihrer Freilassung eine Existenz mit Karrierepotential erwirkten. Die Existenzsicherung in der späteren Freiheit durch eine Ausbildung war einer der Beweggründe eines Herren seine Sklaven einen Beruf erlernen zu lassen, dazu war der Verkauf der Sklaven nach beendeter Ausbildung in Anbetracht der Wertsteigerung so rentabel, dass einige Herren, wie z. B. Cato, trotz des hohen Kostenaufwands während der Ausbildung, ein Geschäftsmodell mit der Sklavenausbildung erschufen und so ihr Vermögen deutlich vermehren konnten. Ein weiteres Motiv für die Sklavenausbildung war der Fakt, dass junge Sklaven aufgrund ihres Alters noch keine schweren körperlichen Arbeiten ausführen konnten und somit mit einer Schullehre sinnvoll beschäftigt waren, bis sie später auch ihre Herren bei Handelsgeschäften vertreten konnten. Auch bildeten Herren, die in den Ritterstand aufgenommen werden wollten oder das Senatorenamt zum Ziel hatten, ihre Sklaven zu Köchen oder Ärzten aus, um so die jeweiligen Voraussetzungen für das Amt zu erfüllen und nicht teure Sklaven mit ebendiesen Berufen kaufen zu müssen.
Für die Sklaven selbst bedeutete die Ausbildung meist eine bessere Behandlung, die auf ihre Wertsteigerung zurückzuführen war, und eine Unterhaltsmöglichkeit nach ihrer potenziellen Freilassung. Selbstverständlich erhielten die Sklaven durch das Lernen auch einen Wissenszuwachs und fühlten sich ihrer Berufsgruppe zugehörig, sodass sie das Berufsethos und die Arbeitsmoral der Berufsgruppe verinnerlichten und somit auch einen Anteil an der Welt der Freien genießen durften. Auch wirkte sich das Erlernen eines Berufes positiv auf das Selbstbewusstsein eines Sklaven aus, was zur Stabilisierung des Charakters führte. In der Sklavenhierarchie wurden Unfreie unter Anbetracht von ordo (Rang) und dignitas (Würde) geordnet. Je nach Art der Ausbildung hatte der Ausgebildete seinen Platz in jener Hierarchie und stieg in dieser nach dem Abschluss einer Ausbildung auf und hatte damit z. B. die Befehlsgewalt über in der Hierarchie niedriger platzierte. So gab es auch den Beruf des vicilius, in dem ein Sklave als Leiter eines Gutes sich klar äußerlich von den anderen unterscheiden und abheben sollte, weil er, sofern sein Herr nicht anwesend war, die Befehlsgewalt innehatte.

## Rechtsstatus
Unfreiheit war in Rom in erster Linie eine rechtliche Kategorie, die über die Lebensumstände des Betroffenen wenig aussagte. Der Sklave (lateinisch zumeist servus, neben anderen Bezeichnungen) war nach römischem Recht keine Person und besaß somit auch keine Rechtsfähigkeit. Vielmehr unterstand er wie die übrigen Mitglieder der familia dem Oberhaupt des Hauses, dem pater familias, und wurde von ihm rechtlich vertreten (patria potestas). Als bloße Sache war er auch Gegenstand des Handels. Die Tötung oder Verletzung von Sklaven anderer Eigentümer wurde seit der Lex Aquilia (286 v. Chr.) als Sachbeschädigung verfolgt. Sklavenkinder (vernae) waren von Geburt an Sklaven, die dem Besitzer der Mutter gehörten.
Dem Herrn (dominus) stand das Entscheidungsrecht über Leben und Tod des Sklaven zu. Vergewaltigungen eigener Sklaven und Sklavinnen waren bis kurz vor Beginn der Kaiserzeit straffrei. Körperstrafen waren an der Tagesordnung, die Kastration von Sklaven aber wurde im 1. Jahrhundert verboten. Bei Brutalität im Übermaß konnte der Sklave staatliche Hilfe erlangen, wenn er etwa am Fuß einer Kaiserstatue um Asyl bat. Der Staat wiederum konnte in bestimmten Fällen die Folterung von Sklaven gerichtlich anordnen, die nach den Digesten als „effektivstes Mittel der Wahrheitsfindung“ galt.
Was der Sklave verdiente, war Eigentum des Herrn. Schon früh nachweisbar ist das Pekulienwesen, das dem Sklaven gestattete, aus seinem Nebenverdienst eigenes Vermögen zu bilden, das peculium. Gleichwohl handelte es sich juristisch um Eigentum des pater familias, der es seinem Sklaven lediglich freiwillig beließ.
Andererseits konnte die Unfreiheit, vor allem aber der anschließende Status als libertus, manchen Freien sogar erstrebenswert erscheinen. So gab es in der römischen Rechtsprechung den Begriff des Scheinsklaven (bona fide serviens), eines Freien, der sich als Sklave ausgab, um schlechten Lebensumständen oder dem Militärdienst zu entgehen.

## Freilassung und Freigelassene
Es gab verschiedene Arten der Freilassung (manumissio) von Sklaven. Möglich waren unter anderem:
- Letztwillige Verfügung im Testament (per testamentum) durch den Herrn
- Rechtsakt vor dem Magistrat (per vindictam)
- Eintragung durch den Zensor in die Bürgerrolle als freier Bürger (per censum)
- Zusendung eines Freibriefs durch den Herrn (per epistulam)
- oder durch eine einfache Willenserklärung des Herrn in Gegenwart Dritter (inter amicos, per mensam, per convivium).

Das peculium eröffnete dem Sklaven zudem die Möglichkeit, sich selbst freizukaufen.
In Rom konnten freigelassene Sklaven (liberti) zwar das Bürgerrecht erhalten – im Gegensatz zu vielen griechischen Staaten –, waren als Klienten aber immer noch von dem Patron, der sie freigelassen hatte, abhängig und wurden von ihrem ehemaligen Herrn beschützt. Oft wurde bei der Freilassung ein Vertrag geschlossen, der die Pflichten des ehemaligen Sklaven festschrieb.
Für Rom ebenfalls überliefert ist, dass Freigelassene unter Trajan den Repressalien des Senatus consultum Silanianum ausgesetzt sein konnten, dieses verschärft bereits zuvor unter Neros „Senatus consultum Neronianum“.

## Entwicklung der Sklaverei
Auch in der Kaiserzeit hatten viele Freie Angst vor ihren Sklaven. So wurde noch unter Kaiser Nero (54–68) ein altes Gesetz angewendet: Wenn ein Sklave seinen Herrn tötete, waren sämtliche Sklaven umzubringen, die sich zur Tatzeit in der Nähe aufgehalten hatten, da sie mutmaßliche Mitwisser seien.
Zu den berühmtesten Schriften, welche die Sklaverei zum Thema haben, gehören Senecas Sklavenbriefe. Darin spricht er von Menschen (homines) und kann sich männliche Sklaven auch als Freunde vorstellen. Mehr als 200 Jahre zuvor hatte Cato maior Sklaven noch selbstverständlich zu den Dingen (res) gezählt.
Milderungen der Sklaverei sind schon sehr früh nachweisbar, anfangs über die soziale Kontrolle durch andere Sklavenherren, später zunehmend durch rechtliche Beschränkungen der Herrengewalt. Eine Abschaffung der Sklaverei wurde allerdings nie erwogen. Paulus nennt im Philemonbrief einen an den Besitzer zurückgesandten entlaufenen Sklaven „mein eigenes Herz“ (Vers 12) und geliebten Bruder (Vers 16). In den späteren Paulusbriefen, den Pastoralbriefen (etwa Titus 2,9) werden sie dagegen angehalten, ihren Herren nicht zu widersprechen, was deutlich macht, dass sie sich ihrer neuen Würde, die sie durch die Taufe bekamen, bewusst geworden waren. Im antiken Christentum wird die radikale Spannung zwischen der „Gottgewolltheit dieser Institution“ und die Gleichsetzung von Sklaven und Freien sichtbar, „da sind nicht mehr Sklaven und Freie, sondern da ist einer in Christus“ (Gal 3,28). Laut dem Epheserbrief sollen Sklaven ihren Herren „mit Furcht und Zittern“ gehorchen (Eph 6,5 ); gleichzeitig werden die Herren aber aufgefordert, ihre Sklaven gut zu behandeln, „denn ihr wisst, dass ihr im Himmel einen gemeinsamen Herrn habt“ (Eph 6,9).
In der frühen Kaiserzeit nahm die Zahl der Freilassungen so stark zu, dass Kaiser Augustus Gesetze erließ, welche die Freilassung einschränkten. So musste ein Sklave mindestens 30 Jahre alt sein, um freigelassen werden zu können. Trotzdem stieg die Zahl der Freigelassenen weiter an, da die Herren sich durch das Versprechen der schließlichen Freilassung der besonderen Treue ihrer Sklaven versichern konnten. Da bereits der freigeborene Sohn eines libertus das uneingeschränkte römische Bürgerrecht besaß, führte die Praxis der massenhaften Freilassung zu einer erheblichen Zunahme der Zahl an Bürgern: Das Bürgerrecht verlor an Exklusivität und wurde daher schließlich 212 von Kaiser Caracalla allen freien Einwohnern des Imperium Romanum verliehen.
Seit der ausgehenden Spätantike ging die Sklaverei in Mitteleuropa langsam zurück und wurde teilweise vom Kolonat abgelöst, das sich durch Vermischung des bei den Germanen herrschenden Systems aus Freien und Unfreien zum System der Leibeigenschaft weiterentwickelte. Leibeigenen Bauern, die von einem Adligen abhingen, war es verboten, ihr Land zu verlassen. Sie waren zu zahlreichen Arbeitsleistungen und hohen Abgaben gegenüber ihrem Herrn verpflichtet. Es ist allerdings ein verbreiteter Irrtum, dass die Sklaverei bereits am Ende der Antike weitgehend aus Europa verschwunden sei; dies geschah erst im Verlauf des Hochmittelalters.

## Aufgaben von Sklaven
Wie auch in Griechenland waren die Unterschiede innerhalb der großen Gruppe der römischen Sklaven gewaltig. Sklaven starben unter unmenschlichen Bedingungen in Bergwerken, während andere Macht, Einfluss, Privatvermögen und sogar eigene Sklaven besaßen. Der rechtliche Status einer Person sagte in Rom relativ wenig über ihre Lebensumstände aus.

### Schwere Arbeiten
Feldsklaven arbeiteten in der Landwirtschaft. Sie wurden in kleine Hütten gepfercht, hatten keinen Ausgang und traten in der städtischen Öffentlichkeit kaum in Erscheinung. Sie wurden von Aufsehern beaufsichtigt, die auch straften, oftmals mit der Furca oder dem Patibulum. Diese Sklaven wurden gequält und ausgebeutet.
Als Problem galt, dass Sklaven im Winter oder bei schlechtem Wetter nicht durchgängig auf dem Feld arbeiten konnten. Deshalb machten sich Sklavenhalter wie Cato der Ältere aktiv Gedanken darüber, wie sie auch bei schlechtem Wetter beschäftigt werden könnten:

„Bei Regenwetter mußt du suchen, was für das Haus geschehen kann. Damit nicht gefaulenzt wird, mach ein Reinemachen. Bedenke, wenn nichts geschieht, gibt es trotzdem Unkosten.“

Sklaven bauten auch Straßen und Gebäude, pflegten diese oder arbeiteten im Hafen. Viele Sklaven arbeiteten in Bergwerken und Münzprägereien. Besonders die Arbeit in Bergwerken war extrem anstrengend, die Arbeitsbedingungen waren oft unmenschlich. Die meisten Sklaven, die in einem Bergwerk arbeiteten, überlebten keine zehn Monate.

### Haussklaven
Haussklaven gehörten dagegen zur familia ihres dominus und waren für die Erledigung aller Aufgaben im Haushalt zuständig, wie Kochen, Putzen, Waschen. Bei Festgelagen bedienten, musizierten und tanzten sie. Oft hatten sie eine enge und freundschaftliche Beziehung zu ihren Herren und wurden nicht wie die Feldsklaven bis zum Äußersten ausgepresst. Ihre Aufgaben waren nicht nur am wirtschaftlichen Profit orientiert, sondern der Bequemlichkeit ihres dominus und der Repräsentation seiner Macht und Würde gewidmet. Gut ausgebildete Sklaven wurden auch als Hauslehrer oder Ärzte eingesetzt. Die meisten dieser Unfreien ließ der Hausherr zwischen ihrem 30. und 40. Lebensjahr frei.
Sklavinnen arbeiteten im Haushalt; sie wurden auch zum Konkubinat gezwungen. In großen Haushalten gingen sie oft sehr spezialisierten Tätigkeiten wie Friseurin, Musikerin oder Hebamme nach.

### Weitere Einsatzbereiche
Manche Sklaven im öffentlichen Dienst genossen die Gunst des Kaisers und arbeiteten in seinem Hofstaat oder in der Verwaltung. Sklaven des Kaisers konnten wichtige Funktionen ausüben und erhebliche Macht gewinnen.
Einer der bekanntesten Einsatzorte von Sklaven war die Arena: Viele Gladiatoren und Wagenlenker waren Sklaven, die von ihren Herren gezwungen wurden, in der Arena auf Leben und Tod zu kämpfen. Hierzu wurden sie in speziellen Schulen ausgebildet und konnten hohes Prestige erlangen und berühmt werden.
Beim Militär gab es keine Sklaven, sie galten als unwürdig, Waffen zu tragen, und wurden nur in Extremsituationen bewaffnet. Als entlaufene Sklaven erkannte Soldaten wurden umgehend hingerichtet. Es gab allerdings (nicht-römische) Hilfstruppen, in denen ausnahmsweise auch Unfreie zum Einsatz kommen konnten.

## Kleidung
Feldsklaven arbeiteten in der Regel nur in einem Lendenschurz. Haussklaven bekamen oft ähnliche Kleidung wie ihre Besitzer und waren höchstens an ihrem Verhalten zu erkennen. Die einzige Kleidung, die Sklaven nicht tragen durften, war die Toga, die nur männlichen freien römischen Bürgern zustand.
Es gab verschiedene Versuche von Senatoren, eine eigene Kleidung für Sklaven einzuführen. Hauptsächlich aus Angst vor Sklavenaufständen hatten diese Versuche keinen Erfolg.

## Bedeutende Sklaven-Aufstände in der Römischen Republik
Willkür und Grausamkeit v. a. im Umgang mit Sklaven, wie der Feldsklaven auf den Latifundien und den für die römische Wirtschaft wichtigen Bergbausklaven oder den Sklaven in den Steinbrüchen, lösten in der Römischen Republik wiederholt blutige Sklavenaufstände im Römischen Reich aus. Insbesondere der Spartacus-Aufstand (73–71 v. Chr.) nahm für Rom gefährliche Ausmaße an. Als Gladiator rebbellierte Spartakus in der Gladiatorenschule in Capua. Nach Beginn des Aufstandes erhielt Spartakus auch aus den Reihen der verarmten, landlosen Freien erheblichen Zulauf. Nach der Zweiten Schlacht am Silarus, wo auch Spartakus fiel und Niederschlagung des Aufstandes im 71. v. Chr. , sind in Folge sämtliche ca. 6000 Kriegsgefangen-Sklaven des – zunächst erfolgreichen – Spartakus-Aufstandes entlang der Via Appia gekreuzigt worden.

## Sklavenmärkte
Sklaven wurden auf Sklavenmärkten verkauft. Die Preise unterschieden sich erheblich. Besonders hoch waren die Preise gebildeter Sklaven, die nicht selten vor ihrer Versklavung in ihrer eroberten Heimat einen hohen sozialen Status gehabt hatten. Für das erste nachchristliche Jahrhundert wird als durchschnittlicher Preis eines Sklaven in den germanischen Provinzen 2000 Sesterzen angegeben. Schöne Sklavinnen und Sklaven waren teuer.
Nach einem Bericht des Geographen Strabon wurden alleine in Delos 10.000 Sklaven täglich verkauft, doch kann es sich hier auch um eine Rundzahl handeln, die nur „sehr viel“ bedeutet.